# Xylotrechus chhetrii
Xylotrechus chhetrii är en skalbaggsart som beskrevs av Holzschuh 1989. Xylotrechus chhetrii ingår i släktet Xylotrechus och familjen långhorningar. Inga underarter finns listade i Catalogue of Life.